# Massif d'Escreins
Ne doit pas être confondu avec Massif des Écrins.
Le massif d'Escreins  est un massif des Alpes franco-italiennes situé dans les départements français des Hautes-Alpes et des Alpes-de-Haute-Provence, ainsi que dans la région italienne du Piémont.
Il abrite une partie du parc naturel régional du Queyras.

## Géographie

### Situation
Le massif d'Escreins se situe entre les vallées du Queyras au nord et de l'Ubaye au sud. Il est entouré par Embrun, Guillestre, Saint-Véran et Barcelonnette.
Au nord se situe le massif du Queyras, à l'est les Alpes cottiennes, au sud-est le massif de Chambeyron et au sud-ouest le massif du Parpaillon.

### Principaux sommets
- les pics de la Font Sancte, 3 385 m ; ferme le val d'Escreins (réserve de nature où se trouve la source dont le pic tire son nom) et domine la vallée de Ceillac.
- le mont Aiguillette, 3 287 m
- le pic des Heuvières, 3 272 m
- le Panestrel, 3 254 m
- le pic des Houerts, 3 236 m
- le Péouvou, 3 232 m
- le Pain de Sucre, 3 208 m
- la tête des Toillies, 3 175 m
- la Mortice, 3 169 m
- la tête de Longet, 3 151 m
- la roche Noire, 3 134 m
- le Grand Queyras, 3 114 m
- le rocher de l'Échasse, 3 049 m
- la pointe d'Escreins, 3 042 m
- la pointe de Saume, 3 035 m
- la Punta dell'Alp, 3 033 m
- le pic de Caramantran, 3 025 m
- le pic de Château Renard, 2 989 m
- le Longet, 2 969 m
- la Main de Dieu, 2 915 m
- la pointe des Marcellettes, 2 910 m
- la pointe de Rasis, 2 846 m
- la tête de Paneyron, 2 787 m

### Géologie
Le massif d'Escreins est constitué essentiellement de roches sédimentaires, notamment à base de flyschs.

## Activités

### Stations de sports d'hiver
- Aiguilles
- Ceillac
- Molines-en-Queyras
- Saint-Véran
- Vars (côté Peynier)